# 3939 Huruhata
3939 Huruhata este un asteroid din centura principală, descoperit pe 7 aprilie 1953 de Karl Reinmuth.